# Licencia PHP
La licencia PHP es la licencia bajo la que se publica el lenguaje de programación PHP. De acuerdo a la Free Software Foundation es una licencia de software libre no copyleft y una licencia de código abierto según la Open Source Initiative. Debido a la restricción en el uso del término "PHP", no es compatible con la licencia GPL.

## Términos
La licencia PHP está diseñada para incentivar la distribución del código fuente. Se permite la redistribución del contenido licenciado en forma de código fuente o binaria siempre y cuando se cumplan los siguientes requisitos:
1. Se incluya la declaración de los derechos de autor de la licencia PHP;
2. La palabra "PHP" no se use en el título de las obras derivadas;
3. Se incluya el siguiente anuncio bajo cualquier forma en la que se redistribuya el código:

```
This product includes PHP software, freely available from <http://www.php.net/software/>
```

La versión 3 del lenguaje PHP usa una licencia dual: el código fuente de esa versión se encuentra disponible bajo la licencia PHP y la GNU General Public License. A partir de la versión 4 de PHP, esta última dejó de usarse debido a (según los desarrolladores del lenguaje) las restricciones impuestas por el copyleft a la reutilización de los contenidos.

## Directrices de software libre de Debian
De acuerdo a una discusión en la lista Debian legal, aún no se llega a un acuerdo con respecto a aceptar la compatibilidad de la licencia PHP con las directrices de software libre de Debian.

## Licencia
```
-------------------------------------------------------------------- 
                  The PHP License, version 3.01
Copyright (c) 1999 - 2012 The PHP Group. All rights reserved.
-------------------------------------------------------------------- 

Redistribution and use in source and binary forms, with or without
modification, is permitted provided that the following conditions
are met:

  1. Redistributions of source code must retain the above copyright
     notice, this list of conditions and the following disclaimer.
 
  2. Redistributions in binary form must reproduce the above copyright
     notice, this list of conditions and the following disclaimer in
     the documentation and/or other materials provided with the
     distribution.
 
  3. The name "PHP" must not be used to endorse or promote products
     derived from this software without prior written permission. For
     written permission, please contact group@php.net.
  
  4. Products derived from this software may not be called "PHP", nor
     may "PHP" appear in their name, without prior written permission
     from group@php.net.  You may indicate that your software works in
     conjunction with PHP by saying "Foo for PHP" instead of calling
     it "PHP Foo" or "phpfoo"
 
  5. The PHP Group may publish revised and/or new versions of the
     license from time to time. Each version will be given a
     distinguishing version number.
     Once covered code has been published under a particular version
     of the license, you may always continue to use it under the terms
     of that version. You may also choose to use such covered code
     under the terms of any subsequent version of the license
     published by the PHP Group. No one other than the PHP Group has
     the right to modify the terms applicable to covered code created
     under this License.

  6. Redistributions of any form whatsoever must retain the following
     acknowledgment:
     "This product includes PHP software, freely available from
     <http://www.php.net/software/>".

THIS SOFTWARE IS PROVIDED BY THE PHP DEVELOPMENT TEAM ``AS IS'' AND 
ANY EXPRESSED OR IMPLIED WARRANTIES, INCLUDING, BUT NOT LIMITED TO,
THE IMPLIED WARRANTIES OF MERCHANTABILITY AND FITNESS FOR A 
PARTICULAR PURPOSE ARE DISCLAIMED.  IN NO EVENT SHALL THE PHP
DEVELOPMENT TEAM OR ITS CONTRIBUTORS BE LIABLE FOR ANY DIRECT, 
INDIRECT, INCIDENTAL, SPECIAL, EXEMPLARY, OR CONSEQUENTIAL DAMAGES 
(INCLUDING, BUT NOT LIMITED TO, PROCUREMENT OF SUBSTITUTE GOODS OR 
SERVICES; LOSS OF USE, DATA, OR PROFITS; OR BUSINESS INTERRUPTION)
HOWEVER CAUSED AND ON ANY THEORY OF LIABILITY, WHETHER IN CONTRACT,
STRICT LIABILITY, OR TORT (INCLUDING NEGLIGENCE OR OTHERWISE)
ARISING IN ANY WAY OUT OF THE USE OF THIS SOFTWARE, EVEN IF ADVISED
OF THE POSSIBILITY OF SUCH DAMAGE.

```